# Pero sigo siendo el rey
Pero sigo siendo el rey es una película biográfica musical dramática mexicana de 1988, dirigida por René Cardona Jr. y protagonizada por Leonardo Daniel, Jorge Ortiz de Pinedo, Lourdes Munguía y Sonia Infante. La película retrata la vida del cantante y compositor mexicano José Alfredo Jiménez, y su título proviene de la canción de Jiménez «El rey».

## Reparto
- Leonardo Daniel como José Alfredo Jiménez.
- Jorge Ortiz de Pinedo como Jorge "El Panucho"
- Sonia Infante como Isabel (Mary Medel)
- Lourdes Munguía como Paloma Gálvez
- Edith González como Laura
- Lina Santos como Alicia Juárez
- Norma Herrera como Doña Carmen Sandoval Viuda De Jiménez
- Norma Lazareno como Hermana De Paloma
- Rafael Amador como Benjamín Rábago
- Mario Arévalo
- Alfredo Wally Barrón como Señor Gómez
- Manuel Benítez
- Aída Cuevas
- Consuelo Duval como Concepción Jiménez Sandoval
- Pablo Ferrel como Victor Jiménez Sandoval
- Humberto Herrera Como Valentín Ferruca
- Alfredo Lara
- Tania Libertad
- Aurora Martínez
- Lupita Peruyero
- María Eugenia Ríos Como Doña Leonor, Mamá De Alicia Juárez
- Alicia Sandoval
- Lupita Sandoval
- Ernesto Schwartz
- Laura Sotelo como Silvia
- Jorge Zamora "Zamorita" como Pedro Prieto

## Producción
La película fue realizada tras el éxito de Sabor a mí, la película biográfica sobre el cantante y compositor mexicano Álvaro Carrillo, dirigida también por René Cardona Jr.. La vida de José Alfredo Jiménez ya había sido llevada al cine con anterioridad en Que te vaya bonito (1978), sin embargo, Pero sigo siendo el rey contó con un mayor presupuesto.

## Recepción
Cinema Ameriq Latine 2000 criticó la película diciendo que estaba «lastrada por una visión demasiado estrecha acerca de las formas que adquirió la existencia de un artísta genuinamente popular» y que era «pletórica en incongruencias históricas» También destaca que la película «abusa del empleo de melodías (que suman 22), que nada o casi nada aportan a la lógica o estructura del relato, y la mayoría de ellas son ejecutadas sin el aliento mínimamente necesario para hacerlas conmovedoras».